# Злочин (фільм, 1994)
«Злочин» (англ. «Felony») — американський трилер 1994 року.

## Сюжет
Нічна операція, проведена поліцейськими з ліквідації великої партії наркотиків, виявилася для двох телерепортерів, що знімають захоплення на плівку для ранкових новин, катастрофічною. Бандити, заздалегідь отримавши інформацію про підготовку штурму, влаштували засідку. Ведучи шквальний вогонь з автоматичної зброї, вони за кілька хвилин перетворили групу захоплення на криваве місиво. Під час перестрілки репортерам вдалося сховатися разом з відеокасетою. Мафії необхідно знищити касету як доказ, а заодно і свідків. Поліції ж касета потрібна, щоб знайти і покарати вбивць. Але репортери вирішили по-своєму: за касету і з тих, і з інших отримати велику суму грошей.

## У ролях
| Актор                | Роль                    |
| -------------------- | ----------------------- |
| Джеффрі Комбс        | Білл Кнайг              |
| Ешлі Лоуренс         | Лаура Брайант           |
| Лео Россі            | детектив Кінкейд        |
| Чарльз Неп'єр        | детектив Дюк            |
| Девід Ворнер         | Купер                   |
| Джо Дон Бейкер       | Донован                 |
| Ленс Генріксен       | Тафт                    |
| Патрік Дж. Галлахер  | Роббі                   |
| Корінна Еверсон      | Сондра                  |
| Ред Вест             | шеф Едвардс             |
| Джон Бойд Вест       | сержант Манро           |
| Фред Льюїс           | лейтенант Хакетт        |
| Дек Андерсон         | Денніс                  |
| Арт «Саншайн» Джеймс | чоловік 1               |
| Майк Геррехі         | Джонсон                 |
| Джон Едд Томпсон     | репортер                |
| Констанс Йелвертон   | портьє                  |
| Чарлі Чейз           | Денні                   |
| Джої Маріно          | Джордж                  |
| Джон Грем            | офіцер Вокер            |
| Батч Роббінс         | офіцер 1                |
| Джон Конлон          | офіцер 2                |
| Ерік Стейнсон        | фельдшер                |
| Білл Вінт            | Джо                     |
| Дейв Скотт           | тимчасовий              |
| Біллі ДаМота         | фотограф                |
| Джон Воткінс         | репортер                |
| Обрі Вільямс         | репортер                |
| Меттью Монкс         | репортер                |
| Тіна Коффман         | репортер                |
| Кеті Таймс           | репортер                |
| Ліза Блек            | дівчина в нічному клубі |
| Неллі Флінн          | порноакторка            |